# 烏巴甘河
烏巴甘河（俄语：Убаган），是東歐的河流，位於俄羅斯和哈薩克斯坦，屬於托博爾河的右支流，河水來自融雪，河道全長376公里，流域面積50,700平方公里。